# Fane (auteur)
Pour les articles homonymes, voir Fane.
Stéphane Deteindre, plus connu sous sa signature d’artiste Fane, né le 14 avril 1967, est un auteur français de bande dessinée. Il reprend notamment Joe Bar Team à la suite de Bar2.

## Biographie
Après quatre années d'études d'arts graphiques à l'École Estienne,  Stéphane Deteindre intègre l'agence de publicité Twin Cam où il fait la connaissance de Bar2, créateur de Joe Bar Team, avec qui il sympathise. Fane se lance ensuite dans la BD avec Skud, un album de science-fiction, et deux livres d'illustrations sur l'esprit motard. Il déclare : « Je découvre que les auteurs de BD ne sont pas des extra-terrestres et je me dis : pourquoi pas moi ? ». Il reprend en 1993, le Joe Bar Team à l'âge de vingt-cinq ans, écrivant les dialogues et créant les dessins. Tout en continuant à faire vivre ceux de Bar2, il invente de nouveaux personnages pour la série. En 2007, il publie  chez Casterman le one shot Petites Éclipses, co-écrit et co-dessiné avec Jim. L'album raconte la réunion de couples trentenaires le temps de vacances. En 2014, il réalise en solo le scénario et les dessins du tome 8 du Joe Bar Team (éditions Vents d'Ouest). La même année, il publie avec Bar2, Les Sportives cultes (éditions Vents d'Ouest),.

## Publications
- 1993-2014 : Joe Bar Team, en collaboration avec Bar2 chez Vents d'Ouest (Tomes 2 à 4, 6, 8 et INT)[2]
- 1997 : Pot pour rire !, Vents d'Ouest
- 2000 : Rallye Raid Calagan (dessin), avec Pat Perna et Jean-Pierre Fontenay (scénario), Vents d'Ouest[7]
- 2002 : Précis de bonne conduite, Vents d'Ouest
- 2007 : Petites Éclipses, one shot, dessiné et écrit avec Jim[3],  Casterman

Prix Shériff d'or 2007 de la librairie Esprit BD, prix Interfestival au Festival international de la bande dessinée de Chambéry 2007
- 2008 : Tunny Head, one shot, 12 bis[8]
- 2009 : Gemma, Amazone(s), 12 bis
- 2010 : Gemma, Les Gardiennes de Dhâkâ, 12 bis
- 2010 : Une désastreuse aventure de Abe & Lagribouille, 12 bis
- 2014 : Les Sportives cultes, avec Bar2 (sous le pseudonyme de Chris Deb), Vents d'Ouest[5],[6]
- 2015 : Univers de Stefan Wul (Les) (collectif), Ankama Éditions
- 2017 : Streamliner - Tome 1 : Bye bye Lisa Dora, Rue de Sèvres[9],[10]
- 2017 : Streamliner - Tome 2 : All in Day, Rue de Sèvres[11],[12]
- 2019 : Hope One - Tome 1,  Éditions Comix Buro[13]
- 2020 : Hope One - Tome 2,  Éditions Comix Buro[14]

## Distinctions
- Prix Interfestival Transalpin, au Festival international de la bande dessinée de Chambéry en 2007[15] pour Petites Éclipses, avec Jim, co-auteur.